# Akustische Siebkette
Als Akustische Siebkette bezeichnet man eine sinnvolle Aneinanderreihung von Hohlraummassen und Hohlraumfedern, welche zusammen ein komplexes Filtersystem bilden. Eine akustische Siebkette kann beispielsweise einen akustischen Tiefpassfilter bilden. Die Funktionsweise einer akustischen Siebkette entspricht der eines Helmholtzabsorbers.
Die Filtereigenschaften einer akustischen Siebkette bleiben nur dann erhalten, wenn die Hohlraumabmessungen klein gegenüber der Wellenlänge der zu filternden Frequenz sind. Im hochfrequenten Bereich ist diese Bedingung nicht mehr erfüllt.
Akustische Siebketten finden in der Fahrzeugakustik in Auspuffanlagen von Kraftfahrzeugen Verwendung.